# 巴黎地鐵7號線
巴黎地鐵7號線（法語：Ligne 7 du métro de Paris）為法國巴黎地鐵路網之一，於1910年通車。本線自巴黎北部拉库尔讷沃起，往南至巴黎东站后改往西行至巴黎歌剧院，之后再折向东南沿塞纳河前行，最后过河南行至白楼站後分為兩个分支，一条往南至维勒瑞夫，一条往东南至伊夫里。

## 歷史

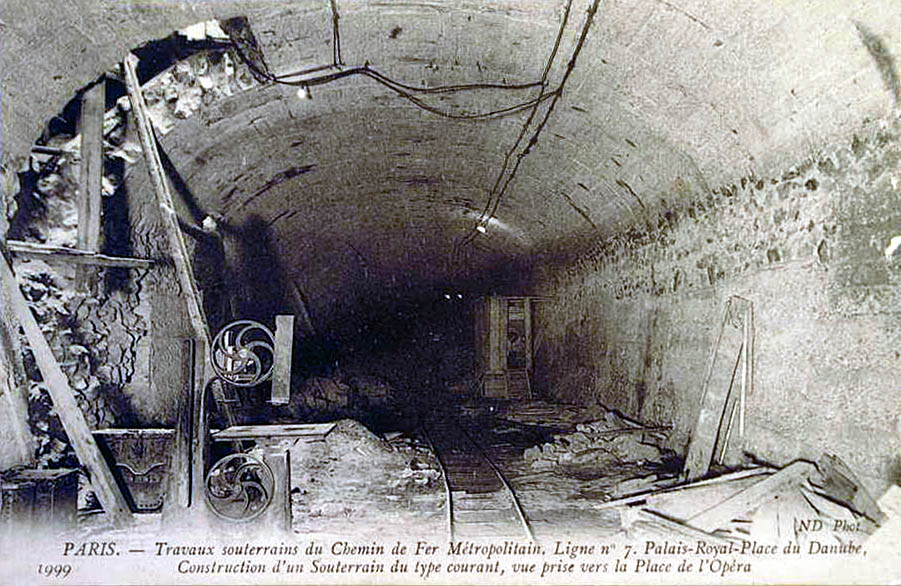
歌剧院地底车站电路施工场景

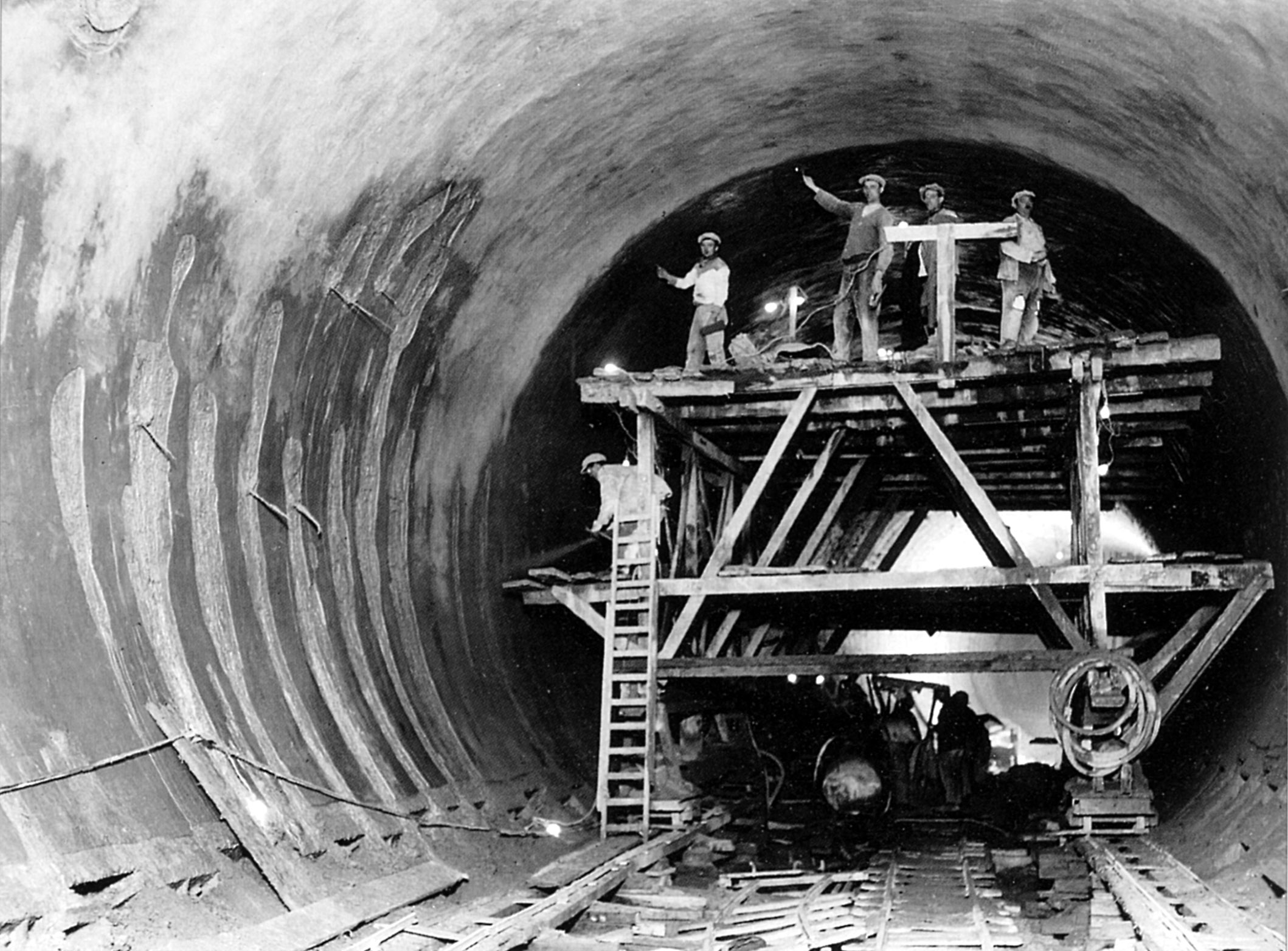
塞纳河河底隧道施工场景

关于巴黎地铁建设的想法源于1845年，铁路公司偏好利用连接郊区铁路网构建地铁，而市政府希望在市内新建不同系统的中小型铁路，双方争执数十年。直到巴黎交通状况持续恶化和1900年世博会临近，最终市政府的计划被采用，而7号线即为巴黎地铁网络一期工程的一部分。
- 最早的7号线被规划为连接巴黎东北部和市中心。1910年11月5日，拉维莱特门站和歌剧院站之间的路段建成通車。
- 1911年1月18日，从路易·布朗站到普雷圣热尔韦站的另一个分支建成通車。该路段的建设遇到了种种地质难题，比如漫布各处的石膏矿，有几个车站甚至把路基建在地底高架桥上来进行加固。
- 7号线是巴黎首条以两个分支的方式运营的地铁线路，地铁班车交替性的往返于两个分支和市中心之间。
- 1916年7月1日，线路向南延伸至皇宫站。本来计划在卢浮宫附近向南延长至左岸，但由于噪声和震动问题遭到法兰西艺术院院士们的反对，最终线路路径改成东西向。由于法国剧院广场地底不适宜建站厅，卢浮宫临时终点改建在圣奥诺雷路地底。
- 1926年4月16日，线路沿塞纳河右岸向东延伸至马里桥站。为了保护卢浮宫古迹，线路绕了一系列的弯，沿着塞纳河右岸前行。
- 1927年7号线塞纳河河底隧道动工兴建期间，为节省时间和配合7号线未来路段的通车，10号线先向东南部延长。1930年2月15日，10號線延长至意大利广场站，3月7日又延长到舒瓦西門站。同年6月3日，7号线也延伸到叙利-莫尔朗站。
- 1931年4月21日，利用盾构法修建的河底隧道竣工。5天后，7号线穿越塞纳河前往左岸, 而先前10號線通車的區段併入7號線，並延伸至伊夫里門站。这样，7号线就呈抛物线形连接巴黎东北和东南部。
- 1946年5月1日，线路向东南继续延伸至伊夫里市政厅站。在此之前的1939年，相关的隧道工程就已基本完成，只是由于二战而耽搁开放。
- 7号线北边的两个分支使用率并不均等，维耶特门方向的客流量远高于佩圣热尔维方向。因此在1967年12月3日，佩圣热尔维分支獨立為支線。
- 1979年10月4日，根据此前法兰西岛运输联合会的决定，线路向北延伸2.375公里至欧贝维利耶堡站。施工历时3年完成。
- 1982年12月10日，7号线南部新辟一条分支，从白楼站至勒克雷姆兰-比塞特尔站。1985年2月28日，该分支最终延长至维勒瑞夫-路易·阿拉贡站。
- 1987年5月6日，北延段再延长一站至拉库尔讷沃-1945年5月8日站。

## 車站列表

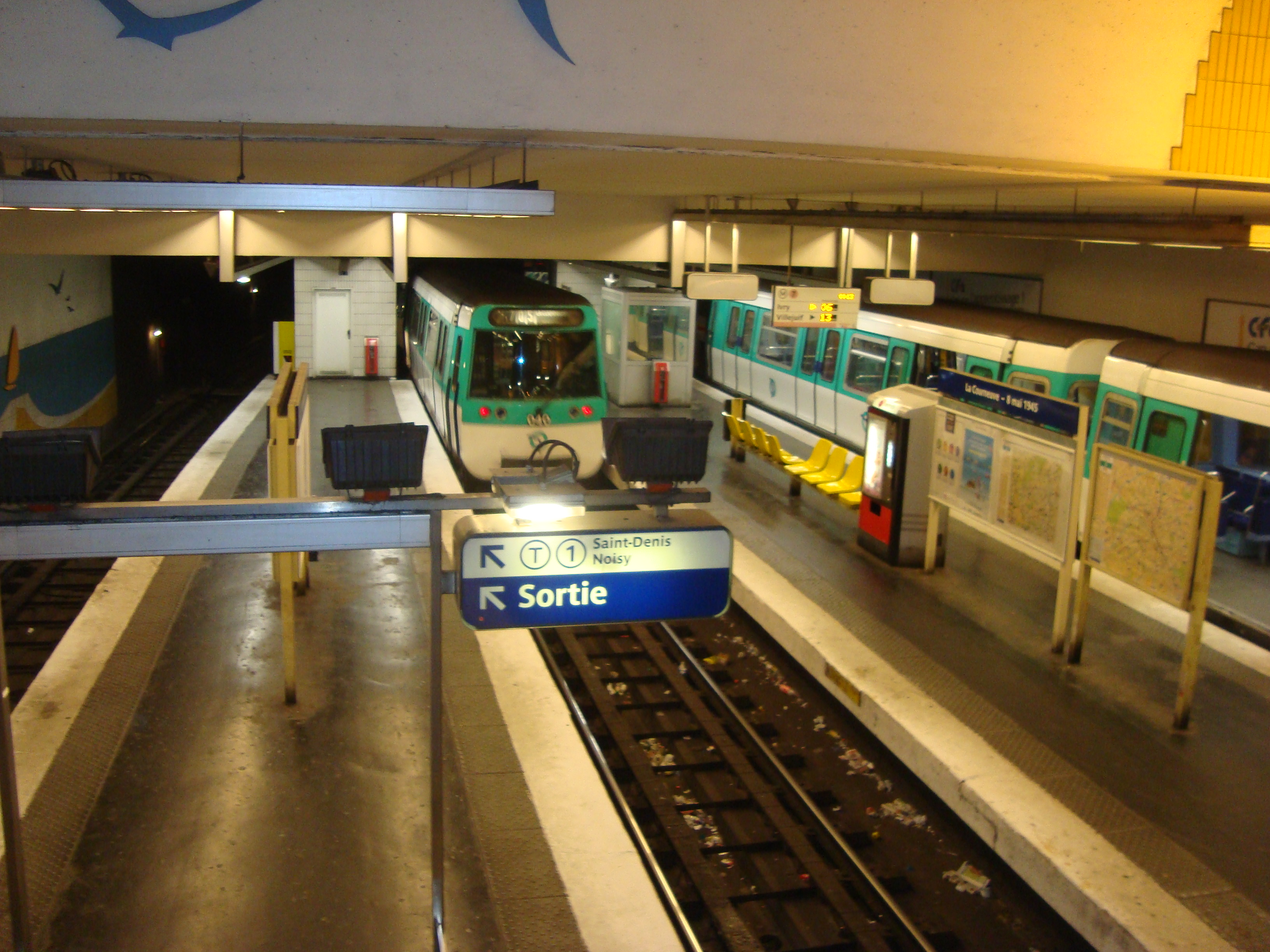
拉库尔讷沃终点站

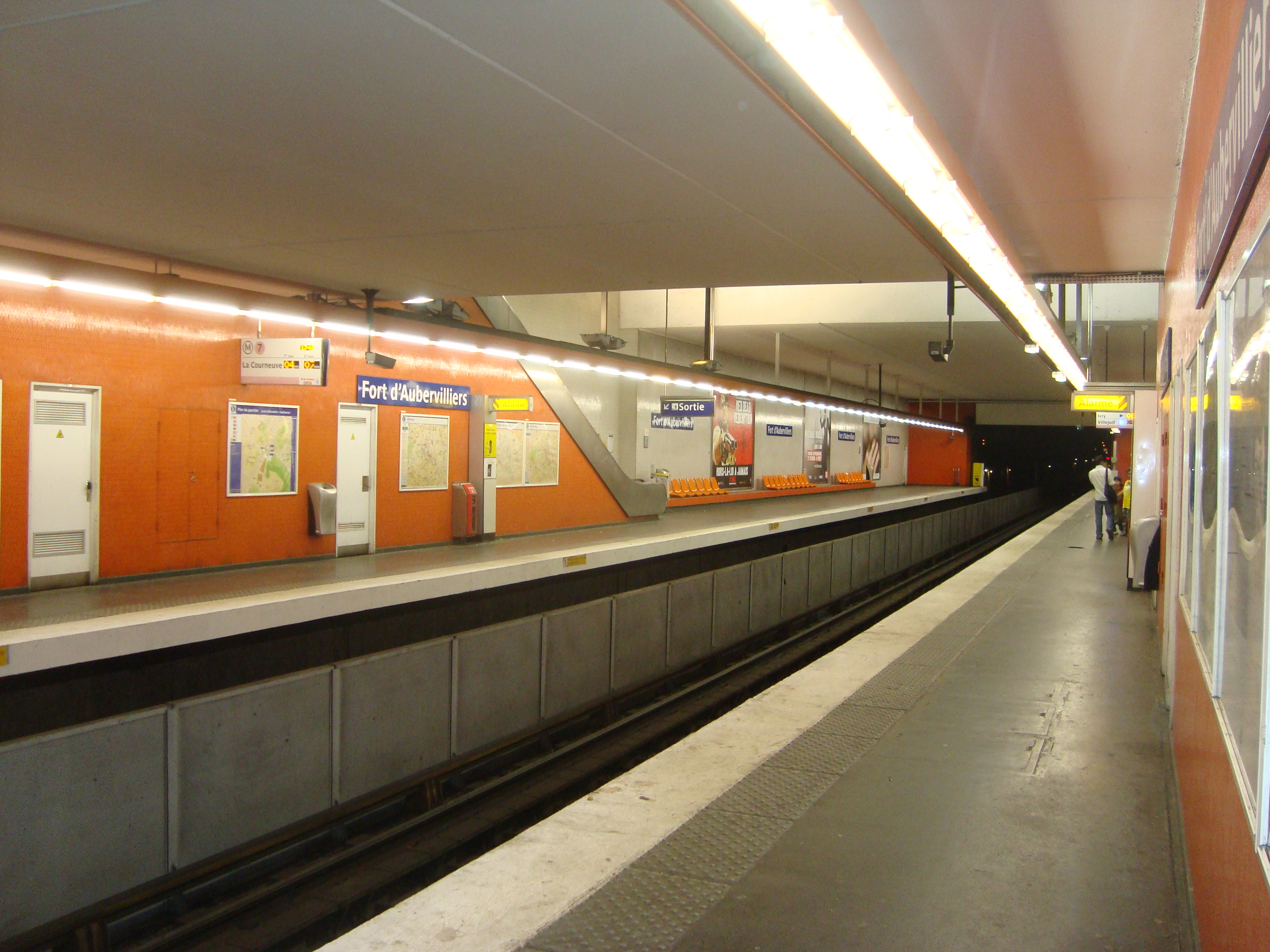
欧贝维利耶堡站

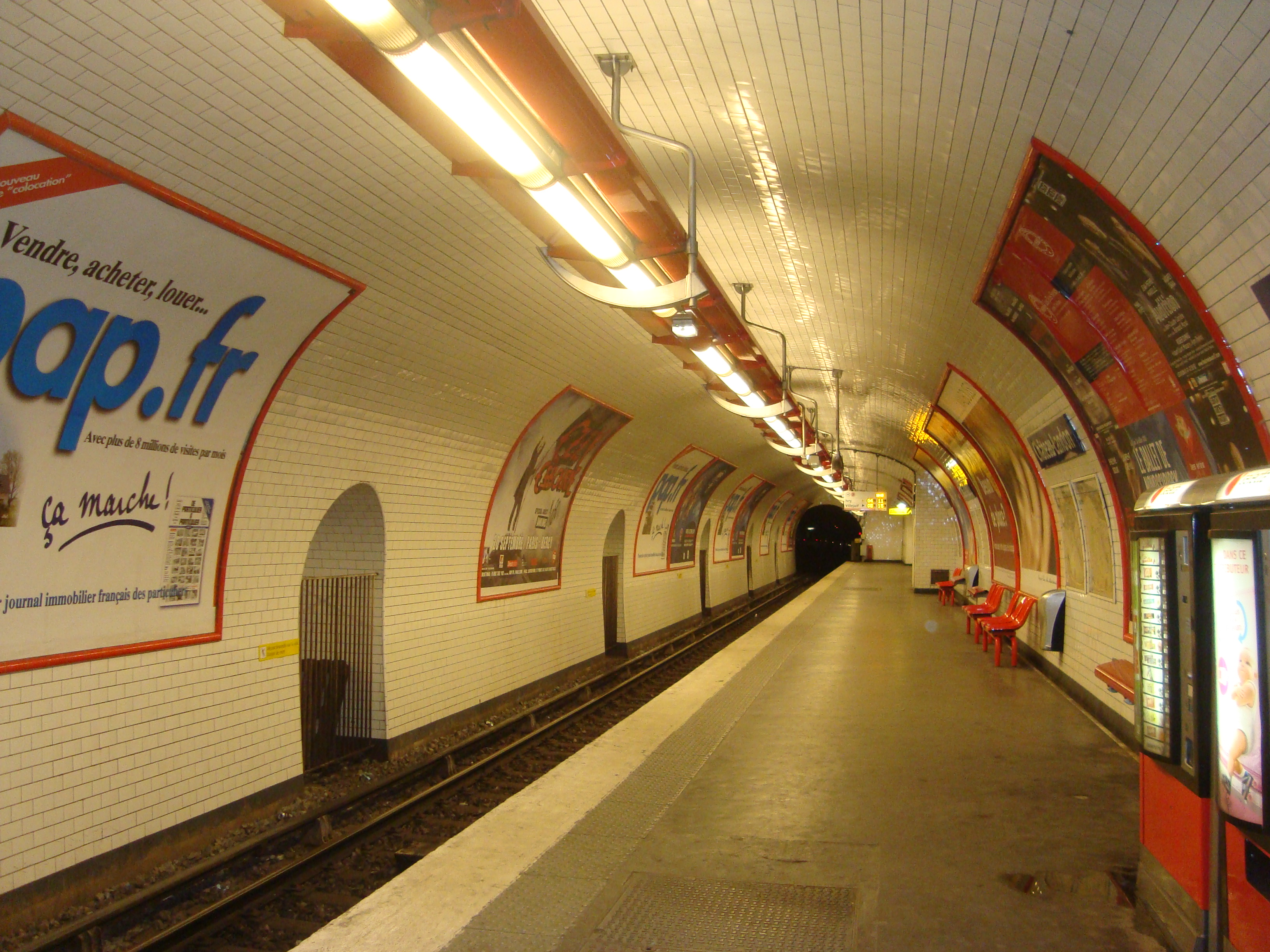
朗东堡站

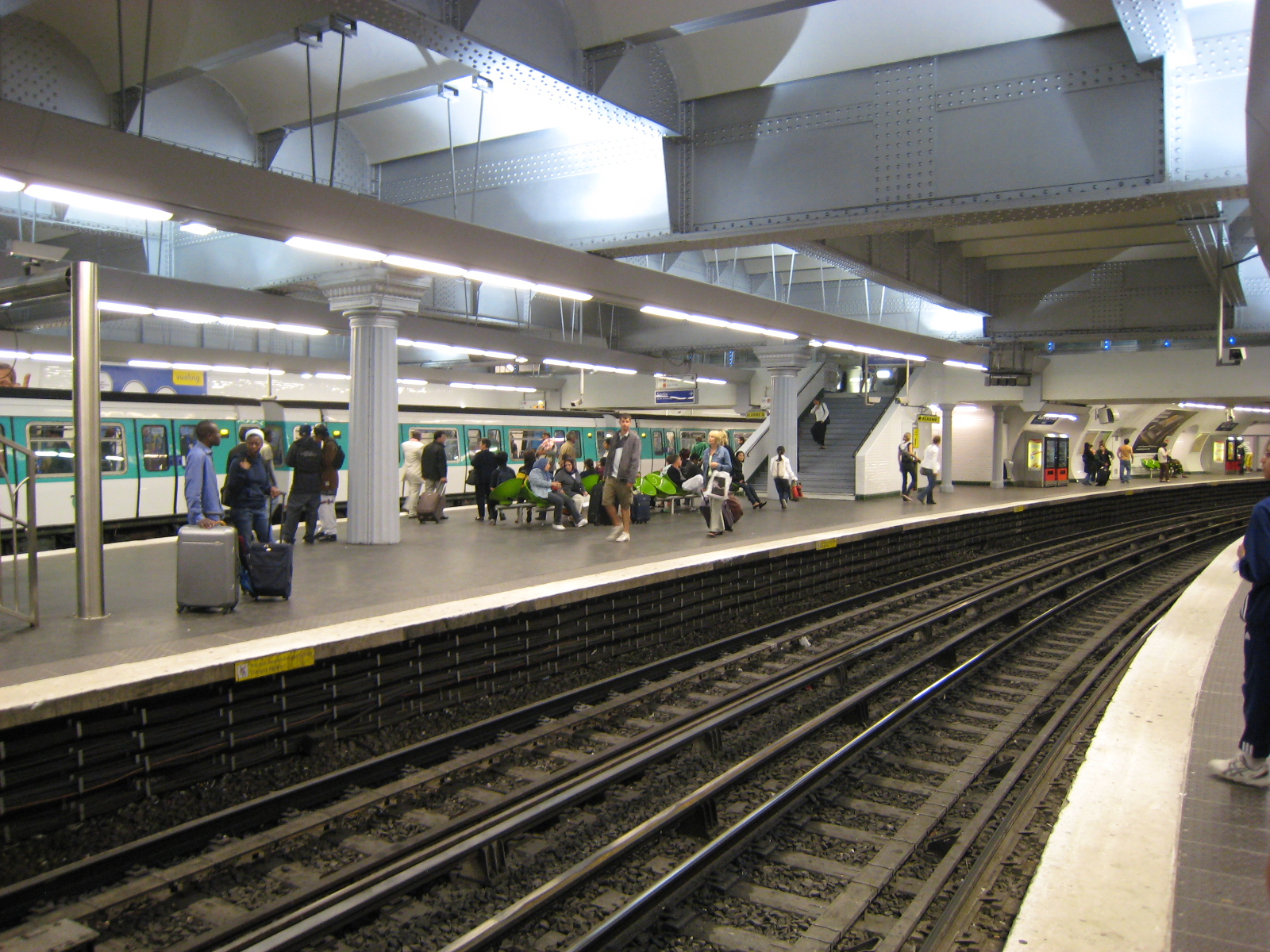
巴黎东站

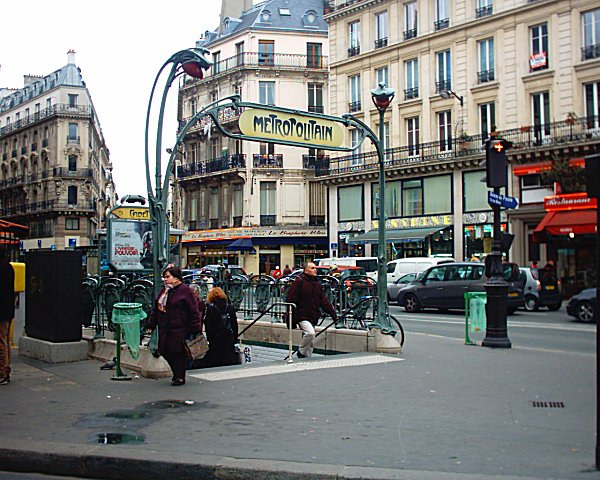
青少年站入口

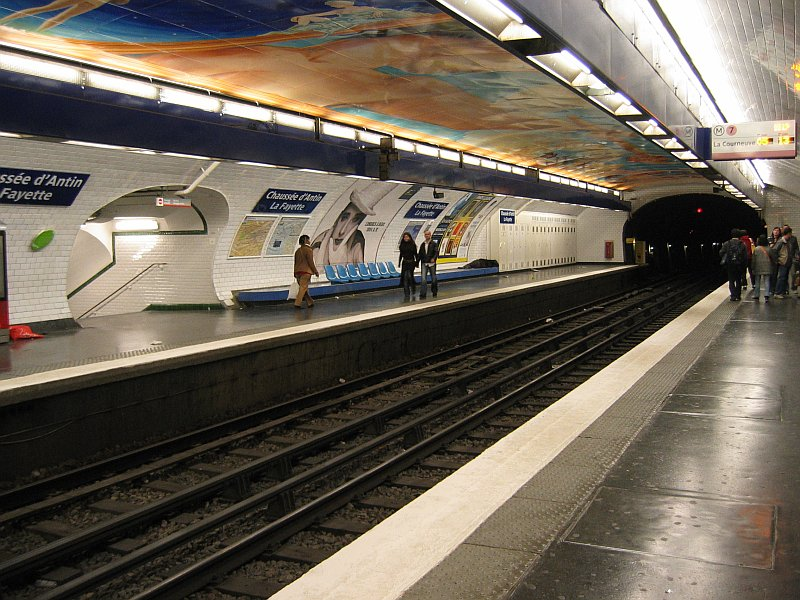
拉法耶特站

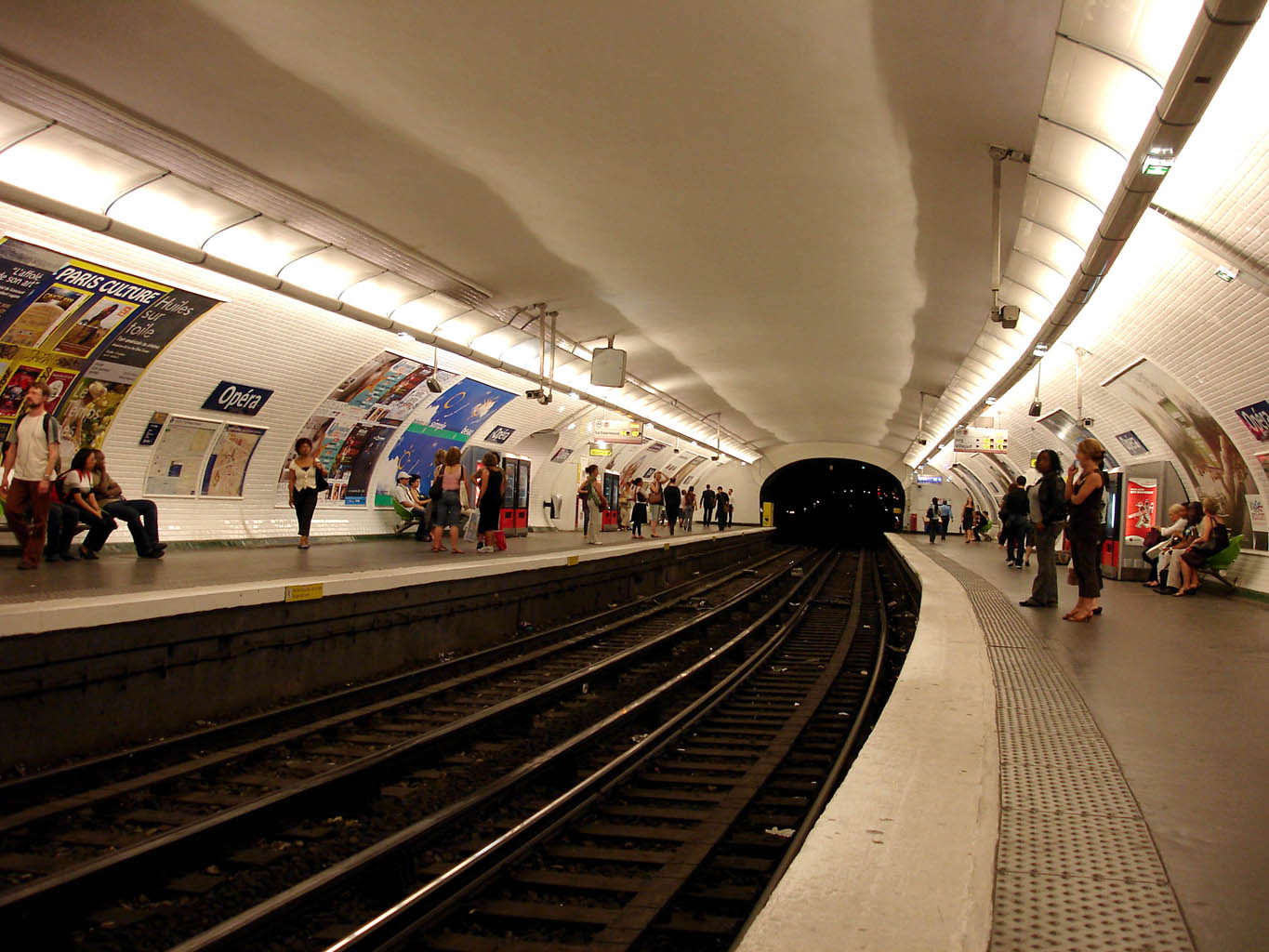
歌剧院站

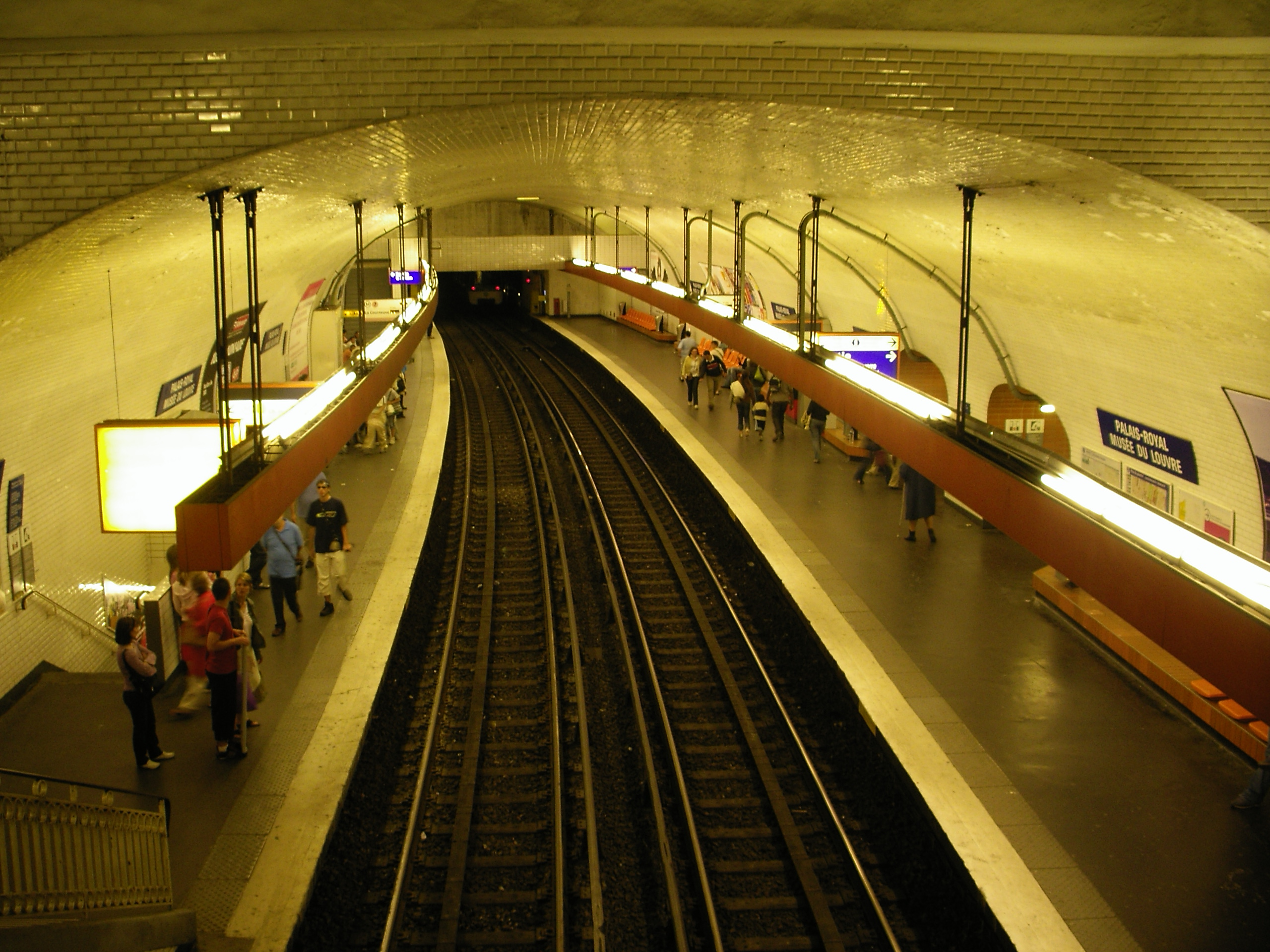
卢浮宫站

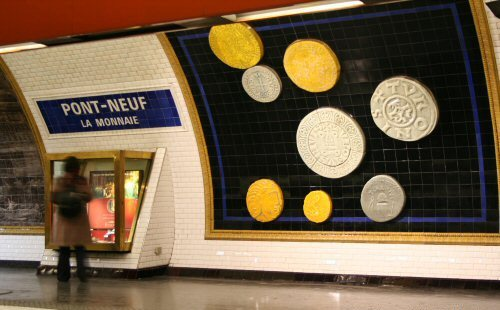
新桥站

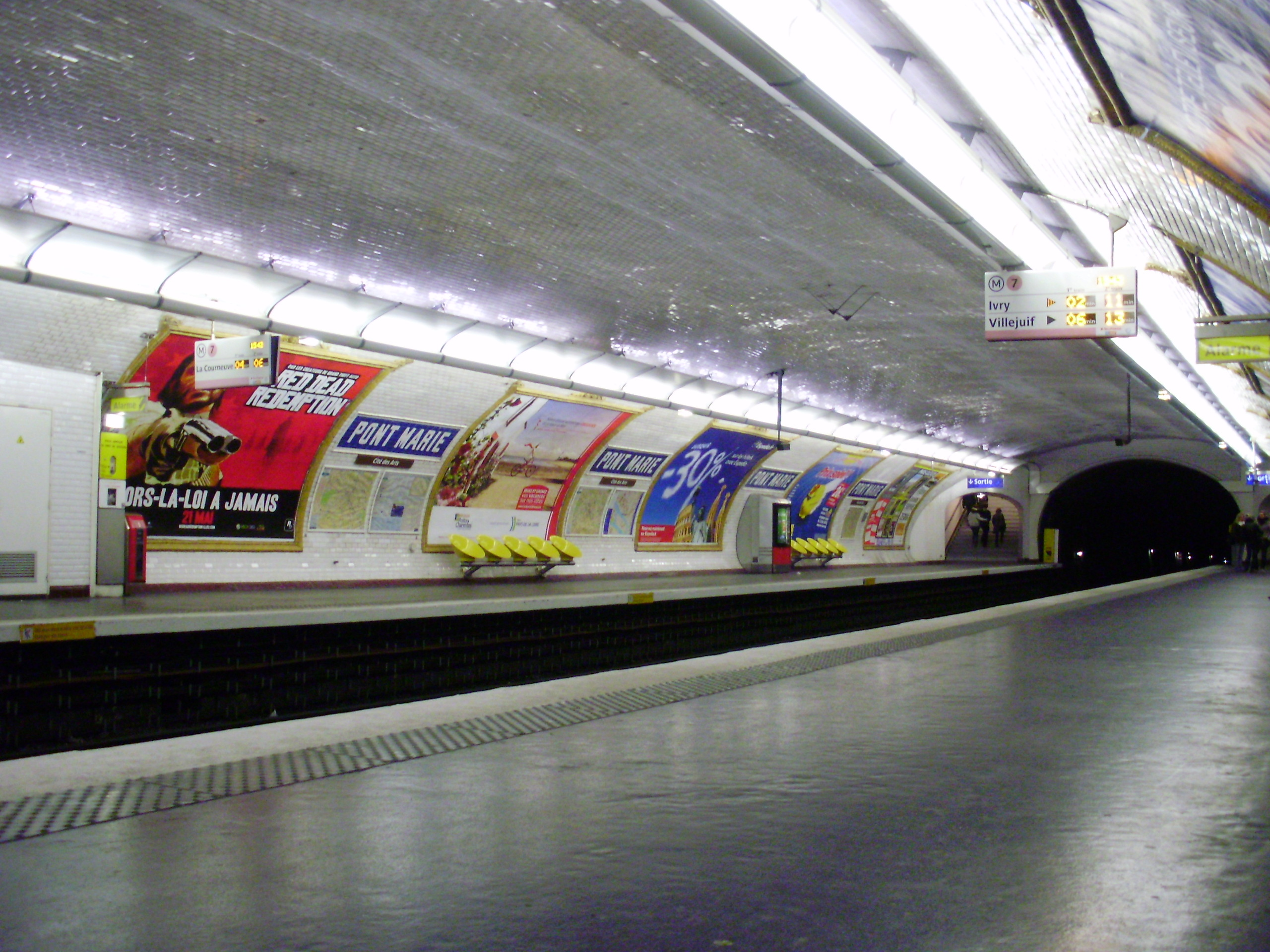
玛丽桥站

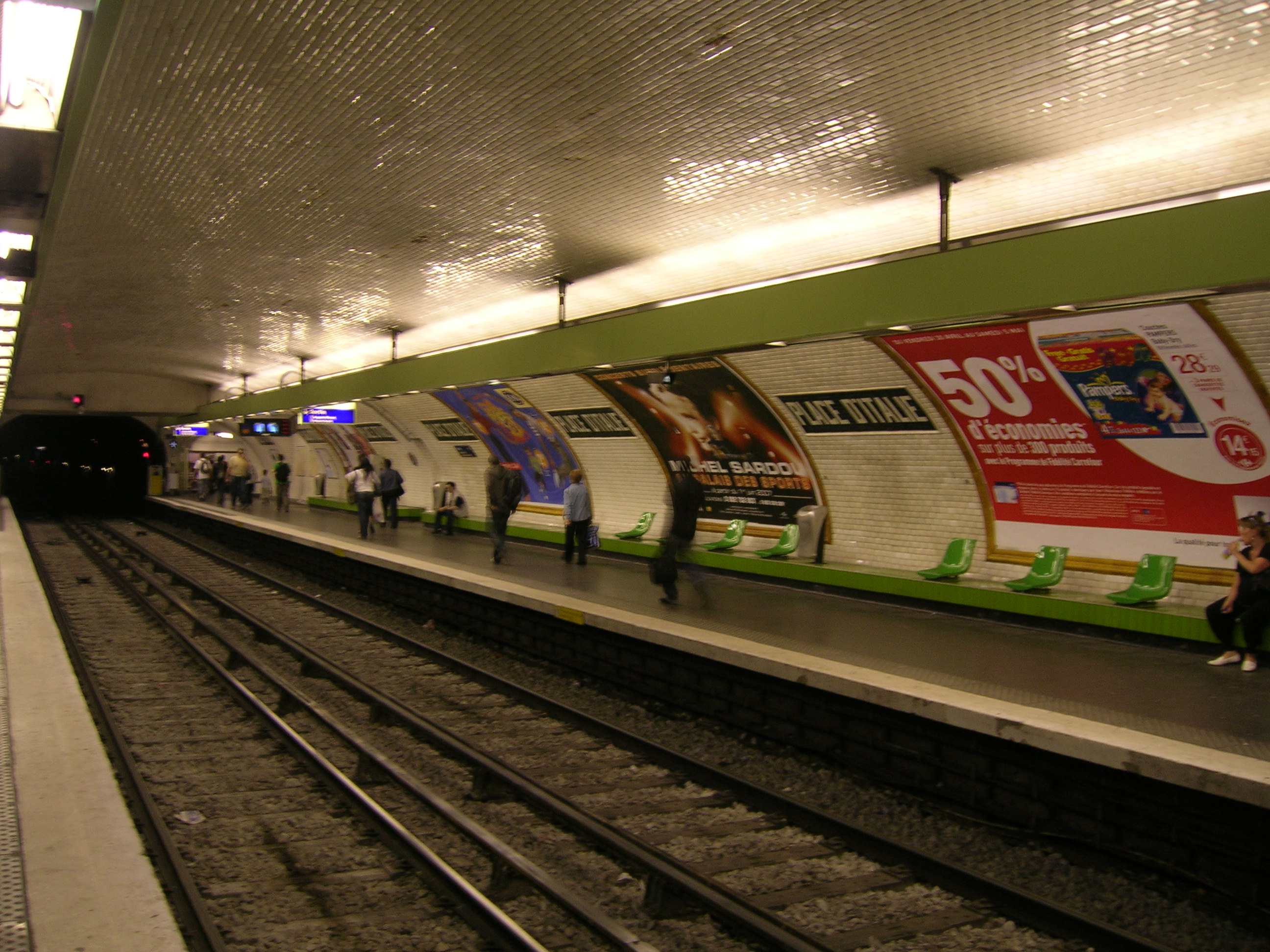
意大利广场站

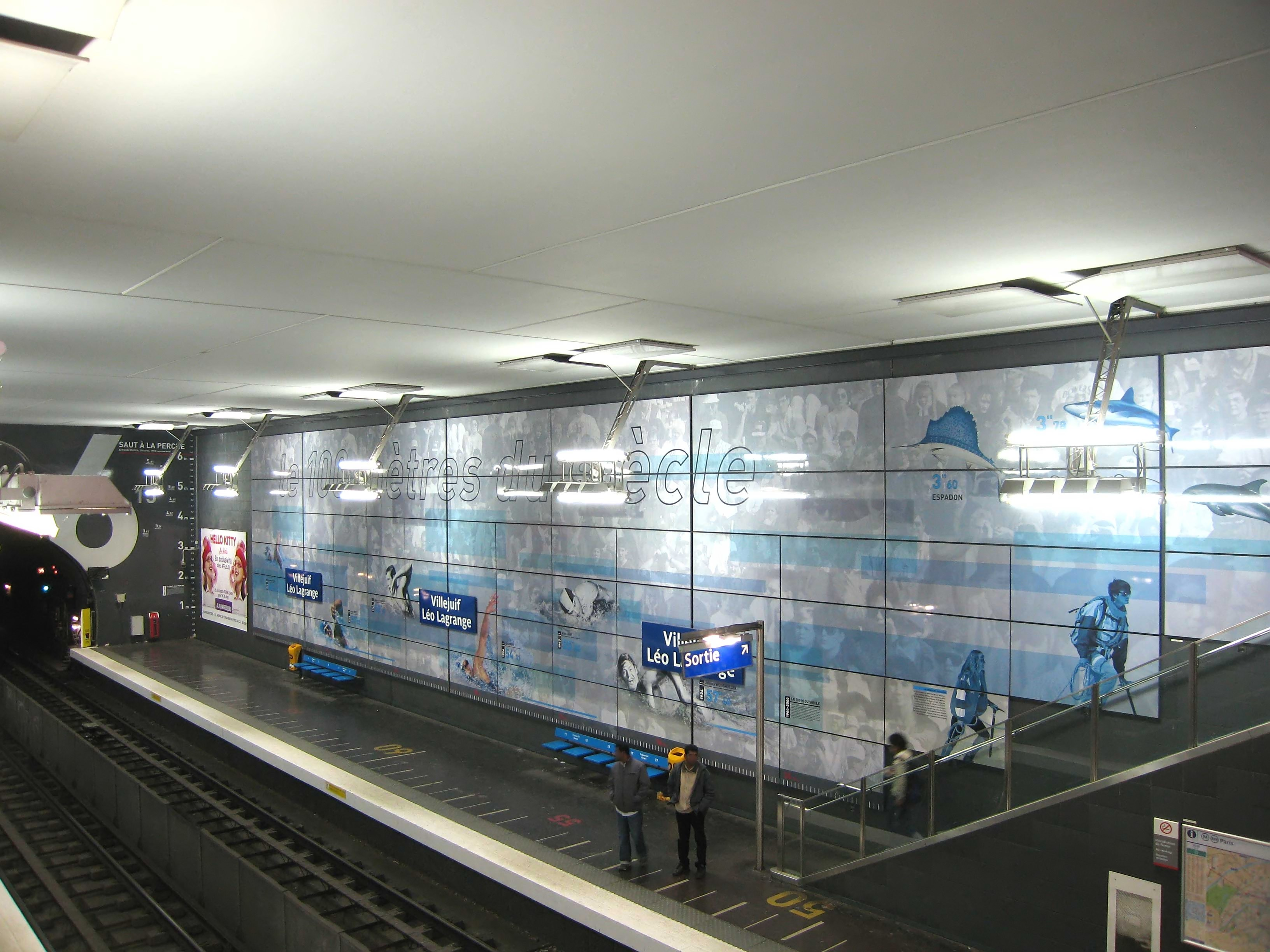
维勒瑞夫-莱奥·拉格朗日站

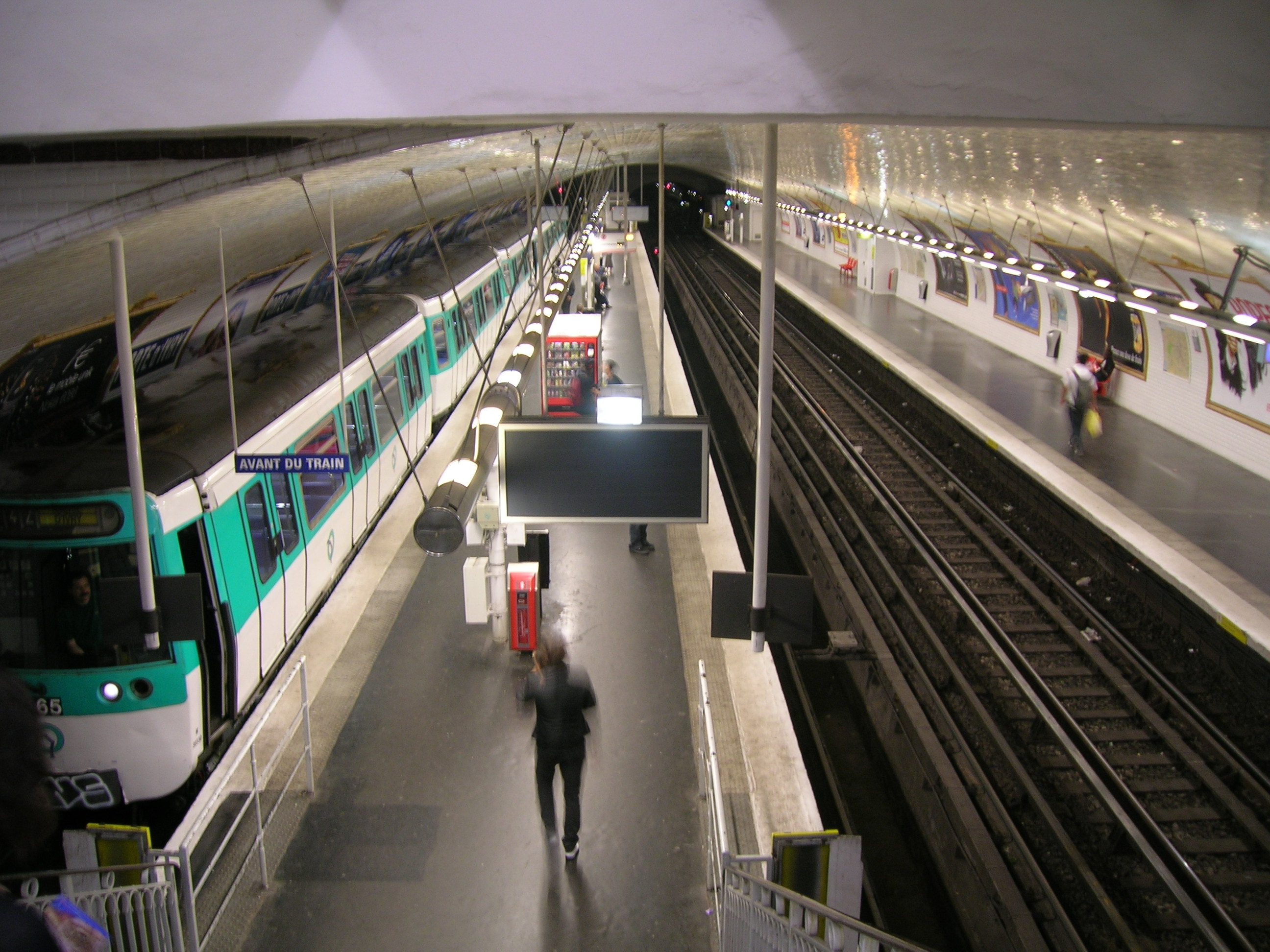
伊夫里门站

| 中文站名                    | 法文站名 | 轉乘路線 | 所在地        | 所在地              |
| 主線                        | 主線     | 主線 | 主線          | 主線                |
| --------------------------- | -------- | --- | ------------- | ------------------- |
| 拉库尔讷沃-1945年5月8日     |          | (T) · (1) | 塞納-聖但尼省 | 拉庫爾訥沃          |
| 欧贝维利耶堡                |          | | 塞納-聖但尼省 | 歐貝維利耶          |
| 欧贝维利耶-庞坦-四路        |          | | 塞納-聖但尼省 | 歐貝維利耶、龐坦    |
| 維耶特門                    |          | (T) · (3b)                                                                                                   | 巴黎          | 19區                |
| 科倫坦·卡里烏               |          | | 巴黎          | 19區                |
| 克里米亞                    |          | | 巴黎          | 19區                |
| 里凯                        |          | | 巴黎          | 19區                |
| 斯大林格勒                  |          | (M) · (2) · (5)                                                                                              | 巴黎          | 10區、19區          |
| 路易·布朗                   |          | (M) · (7bis)                                                                                                 | 巴黎          | 10區                |
| 朗东堡                      |          | （巴黎東） 城際快車、TGV、VSOE、莫斯科特快（巴黎東） 法國城際列車、法國城際列車100%環保、TER大東部（巴黎東） | 巴黎          | 10區                |
| 巴黎東站                    |          | 城際快車、TGV、VSOE、莫斯科特快 法國城際列車、法國城際列車100%環保、TER大東部                                | 巴黎          | 10區                |
| 普瓦索尼耶尔                |          | | 巴黎          | 9區、10區           |
| 青年                        |          | | 巴黎          | 9區                 |
| 勒佩勒捷                    |          | | 巴黎          | 9區                 |
| 绍塞当坦-拉法耶特           |          | (M) · (9) | 巴黎          | 9區                 |
| 歌劇院                      |          | （奥柏） | 巴黎          | 2區、9區            |
| 金字塔                      |          | (M) · (14)                                                                                                   | 巴黎          | 1區                 |
| 皇宫-卢浮宫博物馆           |          | (M) · (1) | 巴黎          | 1區                 |
| 新橋                        |          | | 巴黎          | 1區                 |
| 沙特雷                      |          | （沙特雷-大堂）                                                                                              | 巴黎          | 1區、4區            |
| 马里桥                      |          | | 巴黎          | 4區                 |
| 叙利-莫尔朗                 |          | | 巴黎          | 4區                 |
| 于修                        |          | (M) · (10)                                                                                                   | 巴黎          | 5區                 |
| 蒙日廣場                    |          | | 巴黎          | 5區                 |
| 桑西埃-多邦頓               |          | | 巴黎          | 5區                 |
| 戈布蘭                      |          | | 巴黎          | 5區、13區           |
| 意大利廣場                  |          | (M) · (5) · (6)                                                                                              | 巴黎          | 13區                |
| 托比亞克                    |          | | 巴黎          | 13區                |
| 白樓                        |          | (M) · (14)                                                                                                   | 巴黎          | 13區                |
| 维勒瑞夫支線                |          | |               |                     |
| 勒克雷姆兰-比塞特尔         |          | | 馬恩河谷省    | 勒克雷姆兰-比塞特尔 |
| 维勒瑞夫-莱奥·拉格朗日      |          | | 馬恩河谷省    | 维勒瑞夫            |
| 维勒瑞夫-保罗·瓦扬-库蒂里耶 |          | | 馬恩河谷省    | 维勒瑞夫            |
| 维勒瑞夫-路易·阿拉貢        |          | (T) · (7) | 馬恩河谷省    | 维勒瑞夫            |
| 伊夫里支線                  |          | |               |                     |
| 意大利門                    |          | (T) · (3) | 巴黎          | 13區                |
| 舒瓦西門                    |          | (T) · (3) · (9)                                                                                              | 巴黎          | 13區                |
| 伊夫里門                    |          | (T) · (3) | 巴黎          | 13區                |
| 居里夫婦                    |          | | 馬恩河谷省    | 塞納河畔伊夫里      |
| 伊夫里市政厅                |          | (RER) · (C)                                                                                                  | 馬恩河谷省    | 塞納河畔伊夫里      |

### 车站设施

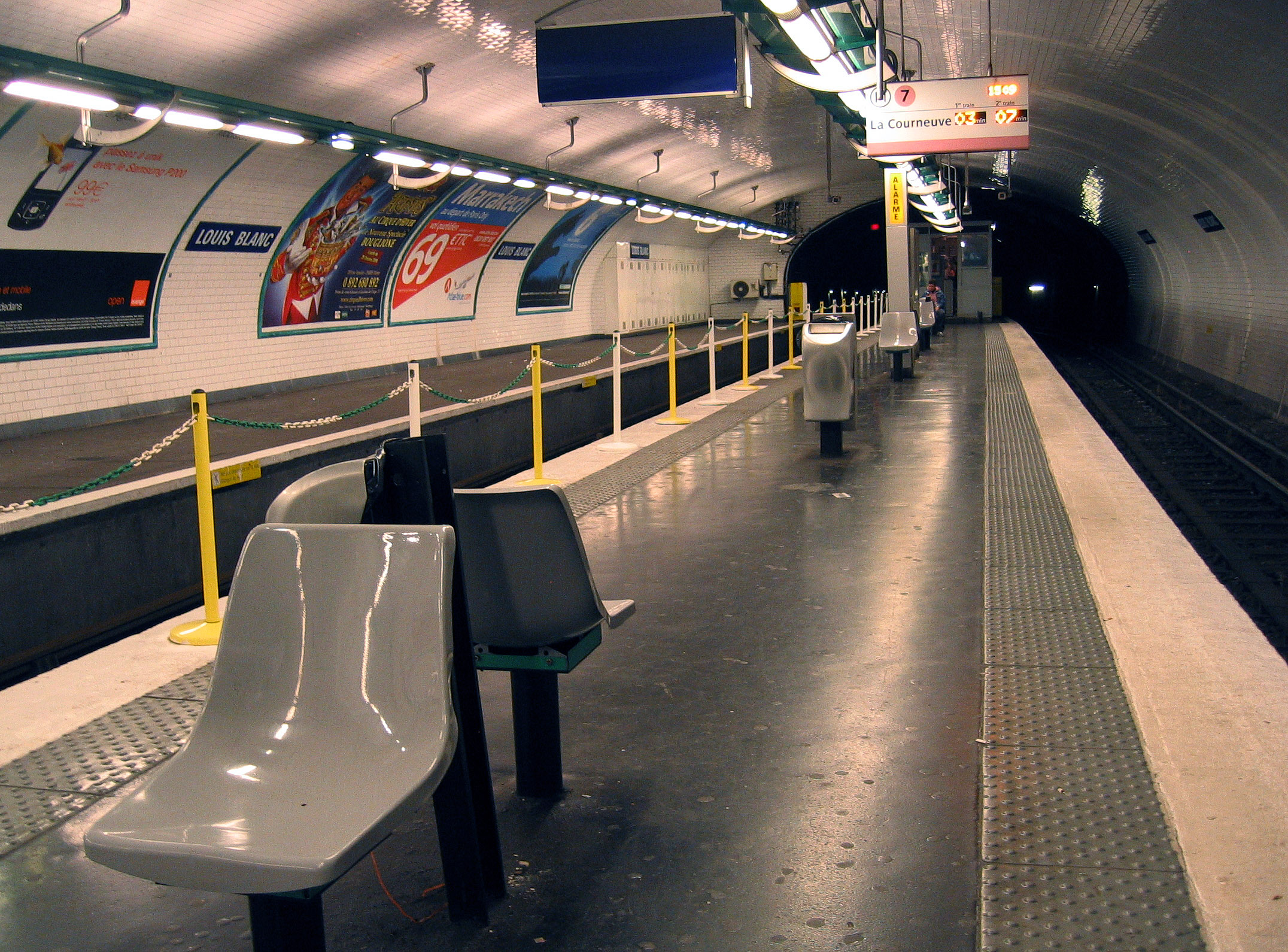
路易·布朗站东面站厅，东面两个月台已经废弃

7号线全线位于地底。大部分车站设有两个侧式月台，右上左下，唯独北边的拉库尔讷沃站和拉维莱特门站由于作为新旧两代终点站之故，均设有双岛式月台供列车调头返回或存放。而南边的伊夫里门站和伊夫里市政厅站也有类似的布局，不过月台布局为一岛一侧。路易·布朗站由于佩圣热尔维分支的历史原因，设有两个相隔并且不在同一层的西班牙式月台，不过在1967年7号线支线独立运营之后，东面站厅的东面，中间月台和西面站厅的西面月台已废弃不用。7号线北行停靠东面站厅的西面月台，南行停靠西面站厅的中间月台（左边车门开启），和7号线支线跨月台换乘。另外，巴黎东站是跨月台转车站，乘客在5号线的北行月台和7号线的北行月台之间可进行换乘，朱西厄站也是跨月台转车站，乘客在7号线的南行月台和10号线的东行月台之间可进行换乘。
全线车站都设有自动售票机、咨询处、列车即时资讯显示器，部分车站设有残障人士设施和升降机。

### 车站曾用名
- 夏特雷站最早叫做"圣母桥站"，1926年11月1日改名为"圣母桥-交易桥站"，1934年4月15日并入北边的夏特雷站并统一名称。但因此从南边7号线月台到北边4号线月台要走相当长的时间。
- 史達林格勒站在1946年2月10日之前叫做"奥贝维埃-维耶特大道站"，为纪念斯大林格勒战役而改名。
- 克朗丹·卡留站在1946年2月10日之前叫做"佛兰德桥站"。
- 居里夫妇站在2007年3月8日之前叫做"皮埃尔居里站"。

### 车站特色
- 青少年站站台上用美国国旗的颜色作为装饰。
- 拉法耶特站的展厅穹顶有470平方米的壁画，用以纪念法国大革命200周年。
- 卢浮宫站保留了一个夜游庭（Kiosque des Noctambules），以纪念地铁通车100周年。
- 新桥站用巴黎不同年代，不同尺寸的硬币作装饰，在站台上的玻璃橱窗里还有一台年代久远的钱秤。
- 维勒瑞夫-莱奥·拉格朗日站用"运动"为主题作装饰，月台墙壁上展示着世界著名运动员的辉煌战绩和趣闻轶事。

## 使用車型

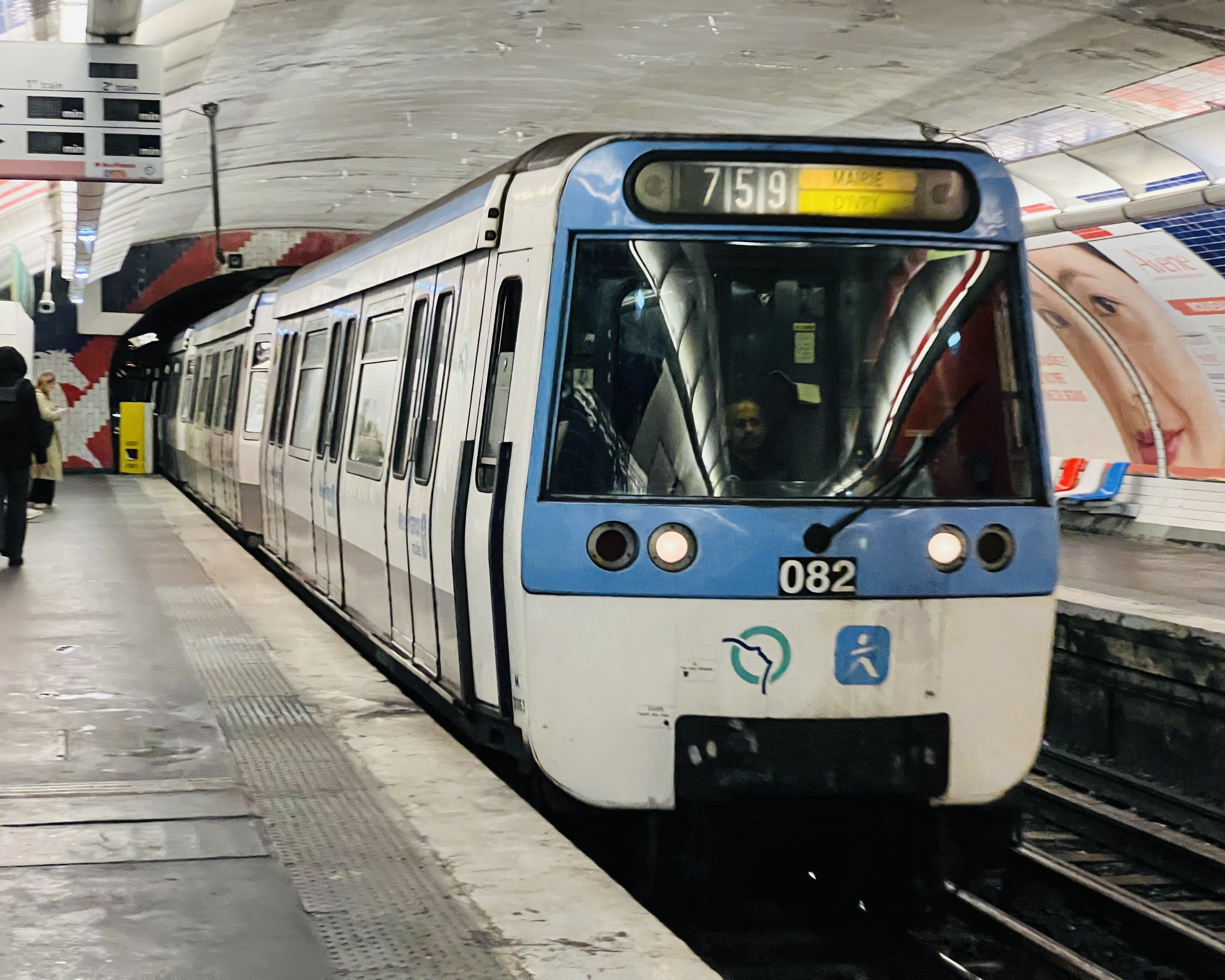
7号线的MF 77进入卡代站

最初，7号线使用5节的斯普拉格-汤普森列车，运行两周后因为客流量未达预期，一度减为4节运营。但在1923年之后，列车又恢复至5节。
1971年6月14日至1973年10月期間，7号线的用车逐渐更换为MF 67型，原有的斯普拉格车厢转给12号线使用。但随着线路再次延伸，1979年9月12日后，MF 67列车逐渐被MF 77列车所取代並使用至今。2020年年底開始RATP開始翻新MF77車輛並再次投入使用。

## 使用状况
7号线是巴黎地铁系统中一条繁忙的线路，其客流量仅次于1号线和4号线。但从1992年到2004年，客流量稍微下降了0.3%。
（7号线的客流量包括7号线支线）
| 年份            | 1992  | 1993  | 1994  | 1995  | 1996  | 1997  | 1998  | 1999  | 2000  | 2001  | 2002  | 2003  | 2004  |
| 客流量 (百万人) | 120,8 | 118,0 | 116,4 | 102,0 | 109,4 | 111,4 | 115,0 | 115,6 | 118,4 | 120,7 | 119,8 | 117,3 | 120,5 |

有几个车站的客流量高于其他站点：
- 巴黎东站1566万人。
- 意大利广场站1310万人。
- 夏特雷站1284万人。
- 歌剧院站1047万人。

## 未来计划

### 北延段
法兰西岛规划办 (SDRIF) 已向当局提交了7号线北延段方案，线路将向北沿二号国道延伸3.7公里至国铁勒布尔热站，预计将在2013-2020年间施工。

### 南延段
在7号线南部有两个分支。原本当局计划将14号线延长至白楼站之后前往维勒瑞夫，取代7号线的一个分支。但在2008年9月25日经过法兰西岛大区委员会讨论后，该计划被取消，但以路面电车7号线作为替代方案，从维勒瑞夫向南延伸至阿蒂斯蒙斯。

## 周边主要旅游景点

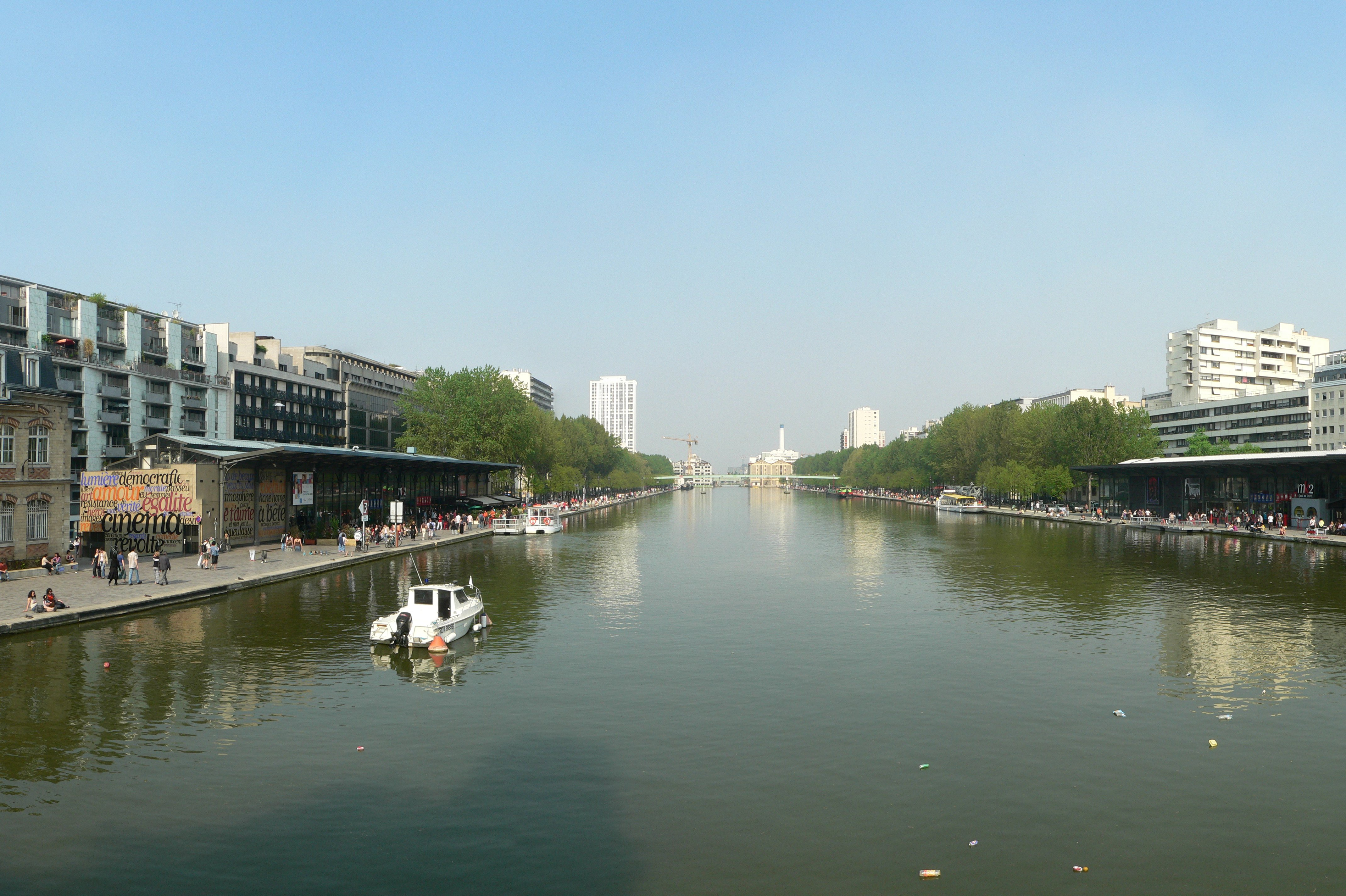
维耶特区

7号线路网覆盖范围大, 故周边的商业旅游资源也十分的丰富：
- 工业科学城
- 拉维莱特街区（法语：Quartier de la Villette）
- 巴黎歌剧院
- 拉法耶特商场
- 新桥
- 圣路易岛
- 沼泽地区
- 拉丁区
- 巴黎亚洲人区

## 外部連結
- （页面存档备份，存于）巴黎大众运输公司

- BlogenCommun网站上对7号线的评论